# Cranellus
Cranellus is een geslacht van hooiwagens uit de familie Manaosbiidae.
De wetenschappelijke naam Cranellus is voor het eerst geldig gepubliceerd door Roewer in 1932. 

## Soorten
Cranellus omvat de volgende 2 soorten:
- Cranellus balthazar
- Cranellus montgomeryi